# Northwest Harwich (Massachusetts)
Northwest Harwich es un lugar designado por el censo ubicado en el condado de Barnstable en el estado estadounidense de Massachusetts. En el Censo de 2010 tenía una población de 3.929 habitantes y una densidad poblacional de 158,73 personas por km².

## Geografía
Northwest Harwich se encuentra ubicado en las coordenadas 41°41′37″N 70°6′19″O / 41.69361, -70.10528. Según la Oficina del Censo de los Estados Unidos, Northwest Harwich tiene una superficie total de 24.75 km², de la cual 20.68 km² corresponden a tierra firme y (16.46%) 4.07 km² es agua.

## Demografía
Según el censo de 2010, había 3.929 personas residiendo en Northwest Harwich. La densidad de población era de 158,73 hab./km². De los 3.929 habitantes, Northwest Harwich estaba compuesto por el 91.91% blancos, el 1.93% eran afroamericanos, el 0.64% eran amerindios, el 0.43% eran asiáticos, el 0.05% eran isleños del Pacífico, el 3.13% eran de otras razas y el 1.91% pertenecían a dos o más razas. Del total de la población el 1.55% eran hispanos o latinos de cualquier raza.